# 중부군관구
중부군관구(러시아어: Центральный военный округ)는 러시아 대통령의 법령 제1444호에 따라 시베리아 군관구와 볼가-우랄 군관구가 통합되어 2010년 10월 21일에 창설된 러시아 연방군의 군관구이자 작전 전략 사령부이다. 건물은 예카테린부르크에 있는 볼가-우랄 군관구 시절의 본부 건물을 그대로 쓰고 있다.

## 편성
- 러시아 육군
  - 제2근위군 (사마라)
  - 제41군 (노보시비르스크)
  - 제385포병여단
  - 제473구역훈련소
- 러시아 공군
  - 제2항공및방공군사령부 (예카테린부르크)
- 스페츠나츠/정찰부대
  - 제3근위스페츠나츠여단 (obrSpN, 톨리야티)
  - 제24독립스페츠나츠여단 (obrSpN, 노보시비르스크)[2]
- 공수군
  - 제31근위공중강습여단 (울리야놉스크주)
- 전략 로켓군
  - 제92로켓여단
  - 제119로켓여단
  - 제950로켓포병여단

## 참조
1. ↑  “Указ Президента Российской Федерации от 20 сентября 2010 года № 1144 «О военно-административном делении Российской Федерации»” (러시아어). 2012년 3월 31일에 원본 문서에서 보존된 문서. 2014년 3월 6일에 확인함.
2. ↑  “24th independent Special Forces Brigade GRU” (영어). 2014년 3월 6일에 확인함.